# آپسون (ویسکانسین)
آپسون (به انگلیسی: Upson) یک منطقهٔ مسکونی در ایالات متحده آمریکا است که در شهرستان آیرن، ویسکانسین واقع شده‌است. آپسون ۴۵۳٫۸۵ متر بالاتر از سطح دریا واقع شده‌است.